# 小柳まりん
小柳 まりん（こやなぎ まりん、1989年1月31日 - ）は、日本のAV女優。

## 略歴・人物
「椎名くるみ（しいな くるみ）」の芸名でイメージビデオに出演した後、2010年にAVデビューしたロリ系の巨乳AV女優である。
「椎名くるみ」としてのプロフィールは、生年月日:1989年1月31日、出身地:東京都、血液型:B型、身長:148cm、スリーサイズ:B92(G)・W58・H84、趣味・特技:ゲーム、料理。現在のプロフィールは、1989年7月13日
デビュー作から潮吹きを経験した。3作品目の「本物アイドルぶっかけ」でぶっかけを解禁した。MOODYZから3作品が発売された後、「小柳まりん」に改名した。
その後「西野花梨」に改名しアスタープロモーションに所属。2013年8月、公式ブログで引退を発表。引退後は「吉原にいる」との事。

## 出演作品

### イメージビデオ

#### 「椎名くるみ」名義
2009年
- ゲキ着!IDOL（6月4日、グラマラスキャンディ）
- ギリグラ!!桃色領域（7月16日、グラッツコーポレーション）
- 『AV未満』（8月1日、未満）
- 『AV未満2』（9月1日、未満）

### アダルトビデオ

#### 「椎名くるみ」名義
2010年
- Gカップ巨乳イメージアイドルが決死の覚悟でAVデビュー!!（1月1日、MOODYZ）
- Gカップ巨乳アイドルの絶叫ダメダメアクメ!!（2月1日、MOODYZ）
- 本物アイドルぶっかけ（3月1日、MOODYZ）

#### 「小柳まりん」名義
2010年
- ワリキリ、ハミ乳娘貸し切り。 6（9月22日、プレステージ）
- マゾ乳 生中出し（11月24日、ゲインコーポレーション）
- 巨乳ロリータ中出し強姦（12月10日、TMA）
- 最強 デカすぎる張り裂けそうな着衣巨乳 まりん（12月10日、Up'S）
- 妹の爆乳は一見にしかず 32 Gカップ 91cm まりん（12月17日、チェリーズ）
- ボイン 小柳まりん ボックス（12月19日、ABC）

2011年
- 小柳まりんの下着オークション落札者に、本人が直接お届け! 2（1月1日、プレステージ）
- ワケあり巨乳生中出し（1月5日、NON）
- ロリータスパッツMANIAX（1月14日、TAM）
- 1年B組ボディコン先生（2月15日、NON）
- 新人OL集団中出しレイプ（3月1日、ワンズファクトリー）
- 新着!! 素人部屋撮りコレクション（3月11日、Up'S）
- シビれるパイズリ（3月15日、NON）
- 顔だけじゃなく、声まで超激似!?SP 超人気声優!? 平○綾（4月7日、SODクリエイト）
- マゾ乳 生中出し 1 COMPLETE BEST（5月25日、ゲインコーポレーション）
- ザーメン搾り出し パイズリ挟射（6月1日、ワンズファクトリー）
- 明日にきらめけ！夢にときめけ！み〜んな大好き!ボディコン先生 4時間（7月15日、NON）
- レズ専用デリヘル嬢の超イケメン美女が極上巨乳をとことんイカすレズビアン（8月19日、CROSS）

2012年
- 美少女巨乳（2月7日、デジタルアーク）

#### 「西野花梨」名義
2011年
- 部活帰り 西野花梨(18)（9月13日、ZeTToN）
- 「ワザと大きな胸を密着してくる看護師の誘惑治療で思わず勃起したらヤられた」 VOL.1（9月22日、DANDY）
- 恥辱に染まった爆乳パイパン妻 〜夫の部下が仕組んだ無毛調教〜（11月25日、マドンナ）
- JK Bitch 乳がデカ過ぎる性悪小悪魔ロリ女子校生（11月28日、メディア総販ソレイル）

2012年
- 夫の留守に…襲われた新妻!! 2（1月15日、ソルト・ペッパー）
- G-cupボインお姉さん 3D（5月15日、ネクストグループ）
- 巨乳拘束トランス（5月19日、ドグマ）

## テレビ出演
- グラドルAV鑑賞記 #4・#5・#6（2009年）つくばテレビ